# Hoy fue un día soleado
«Hoy fue un día soleado» es una frase atribuida al presentador mexicano Jacobo Zabludovsky en el contexto del Movimiento de 1968 en México y la matanza del 2 de octubre de ese año en la Plaza de las Tres Culturas de la Ciudad de México.  Dado que no se conocen grabaciones del programa del conductor, la frase ha sido usada para ejemplificar la censura del gobierno mexicano en esos hechos, tiene diferentes versiones y Zabludovsky podría incluso no haberla pronunciado.

## Contexto

### El movimiento estudiantil y los medios
Durante el movimiento de 1968 en México el gobierno de ese país mantenía un férreo control de los contenidos emitidos en los medios masivos de comunicación, afectando el derecho a la libertad de expresión. En el caso específico del movimiento estudiantil y social, el gobierno emprendió una campaña deliberada de desprestigio y desinformación contra los integrantes del movimiento criminalizándolos y caracterizándolos como delincuentes o un peligro para la seguridad nacional ante la sociedad mexicana.
Dentro de esa campaña, muchos medios de comunicación masivos jugaron un papel fundamental al asumir un rol oficialista, creando noticias y materiales informativos diversos siempre adversos al movimiento estudiantil, omitiendo o destacando hechos según conviniera o maximizando o minimizando los hechos. Otros medios jugaron un papel periodísticamente neutral en tanto muy pocos asumieron un rol independiente.

En su mayoría, los escritores de los diarios se habían dedicado a estereotipar y desacreditar a los estudiantes, y con ello los descalificaban. Eran alborotadores, rebeldes, agitadores, irresponsables, instrumentos de fuerzas externas e ideologías exóticas, todo menos ciudadanos. Particularmente desde el 27 de agosto, los medios cerraron filas contra ellos.
Ana María Serna. La vida periodística mexicana y el movimiento estudiantil de 1968.

En el caso de la televisión, se siguió la misma línea oficialista llamando al escarnio social y minimizando las protestas. Según Carlos Monsiváis, sólo el noticiario Noticias de Excélsior y el conductor Jorge Saldaña darían espacios en ese medio de comunicación a profesores y estudiantes y exponer sus demandas. Según el Informe de la FEMOSPP el 21 de agosto se transmitió por Telesistema Mexicano (hoy Televisa), un debate sobre las causas del movimiento con Íñigo Laviada, Ifigenia M. de Navarrete, Heberto Castillo, Víctor Flores Olea y Francisco López Cámara. 
Noticias de Excélsior decidió transmitir la noche del 2 de octubre a las 11 de la noche 8 minutos de imágenes que grabaron en Tlatelolco, donde se apreciaba gente huyendo de las balas.
Los titulares de los medios impresos del 3 de octubre de 1968 en su mayoría redujeron los hechos a un enfrentamiento entre estudiantes (calificados como terroristas o agitadores), francotiradores y militares o un "zafarrancho" entre ellos. Algunos de esos cabezales fueron:
- El Universal: "Tlatelolco, campo de batalla. Durante varias horas terroristas y soldados sostuvieron rudo combate"
- El Sol de México: "El objetivo: Frustrar Los XIX Juegos. Manos extrañas se empeñan en desprestigiar a México"
- Excélsior: "Recio Combate al Dispersar el Ejército un Mitin de Huelguistas"
- Novedades: "Balacera Entre Francotiradores y El Ejército, En Ciudad Tlatelolco"
- Últimas Noticias de Excélsior: 24 civiles muertos y más de 500 heridos. Cifras incompletas de militares heridos.

### Actividad de Jacobo Zabludovsky
En cuanto a Jacobo Zabludovsky, este condujo su primer espacio informativo televisivo el 5 de diciembre de 1950, Notimundo, patrocinado por El Universal. En 1965 o 1967 iniciaría la conducción de Diario Nescafé, un programa matutino con el patrocinio de esa marca de café soluble que replicaba el modelo de la cadena estadounidense NBC de mezclar la emisión de noticias con contenido de entretenimiento. Dicho programa iniciaba a las 07:30 horas a 08:15 horas y se realizaba en vivo según la tecnología de la época. Su espacio más famoso, 24 horas, iniciaría en 1970.

## Versiones
Diferentes versiones afirman que en un noticiario de Telesistema Mexicano que conducía Jacobo Zabludovsky, este habría minimizado los hechos del 2 de octubre de 1968 abriéndolo con la frase "hoy fue un día soleado".
- algunas fuentes afirman que la noche misma del 2 de octubre el conductor dijo la frase[9][10][11][8][12]
- algunas fuentes afirman que la frase fue dicha por la mañana o por la noche del 3 de octubre de 1968[13]
- algunas fuentes afirman que lo hizo vistiendo una corbata negra.[14]
- una fuente cita como el autor de la frase el mismo 2 de octubre al conductor del programa Mesa de celebridades, Agustín Barrios Gómez.[15]

Zabludovsky leyó al aire la versión oficial de los hechos sobre un "zafarrancho". Narraría treinta años después que el entonces presidente Gustavo Díaz Ordaz le habría reprendido vía telefónica el salir a cuadro vistiendo una corbata negra.

Le voy a contar una anécdota personal que refleja en gran medida el carácter de Díaz Ordaz, más que muchos libros o testimonios: el día 3 de octubre me llamó por teléfono. Fue la única vez que Díaz Ordaz me llamó por teléfono, aunque habíamos conversado en otras ocasiones. Me habló para preguntarme por qué la víspera había yo aparecido en pantalla con corbata negra. Le dije: `Señor presidente, yo uso corbata negra desde hace unos años. No tengo otra, más que negra'. El estaba muy disgustado.
Jacobo Zabludovsky

En ninguna entrevista Zabludovsky aceptó o rechazó haber dicho la frase. En cambio, argumentó sobre el control férreo que se tenía de los medios desde la presidencia de México.
El 2 de octubre del 2024, en su noticiero por Radio Fórmula, Joaquín López Dóriga declaró que la frase “Hoy fue un día soleado” atribuida a Jacobo Zabludovsky es una “leyenda urbana”. Aseguró que esto jamás fue dicho por Zabludovsky. Joaquín explicó que el noticiero de la noche lo hacía TV Excélsior, conducido por Ignacio Martínez Carpinteyro, mientras que Jacobo Zabludovsky tenía el noticiero “General Motors” a las 8 PM. Según Joaquín, para esas horas no se tenía información de lo ocurrido en Tlatelolco, solo “disturbios”.Con esto, Joaquín López Dóriga asegura que esta frase atribuida a Jacobo Zabludovsky es falsa y la declara como una “infamia”.

## Consecuencias
Tras el fallecimiento del periodista en julio de 2015, en la red social Twitter miles de usuarios usaron la etiqueta #hoyfueundiasoleado.
La Universidad Veracruzana propuso en mayo de ese año otorgarle un doctorado honoris causa al conductor. Una petición en la plataforma Change.org firmada por 1600 personas se opuso a la decisión por, entre otras razones, presuntamente haber dicho la frase. La institución en consecuencia detuvo la distinción.
La escritora Denise Dresser atribuyó la frase a Zabludovsky en una publicación de 2007. En 2015 se retractaría de dicha atribución.